# Olga Klochneva
Olga Klochneva, née le 17 novembre 1968 à Kouïbychev, est une tireuse sportive russe. 

## Carrière
Olga Klochneva participe aux Jeux olympiques de 1996 à Atlanta où elle remporte la médaille d'or au pistolet 10 mètres.